# Гетто в Печищах (Светлогорский район)
Гетто в Пе́чищах (Светлогорский район) (осень 1941 — 10 февраля 1942) — еврейское гетто, место принудительного переселения евреев деревни Печищи Светлогорского района Гомельской области и близлежащих населённых пунктов в процессе преследования и уничтожения евреев во время оккупации территории Беларуси войсками нацистской Германии в период Второй мировой войны.

## Оккупация Печищей и создание гетто

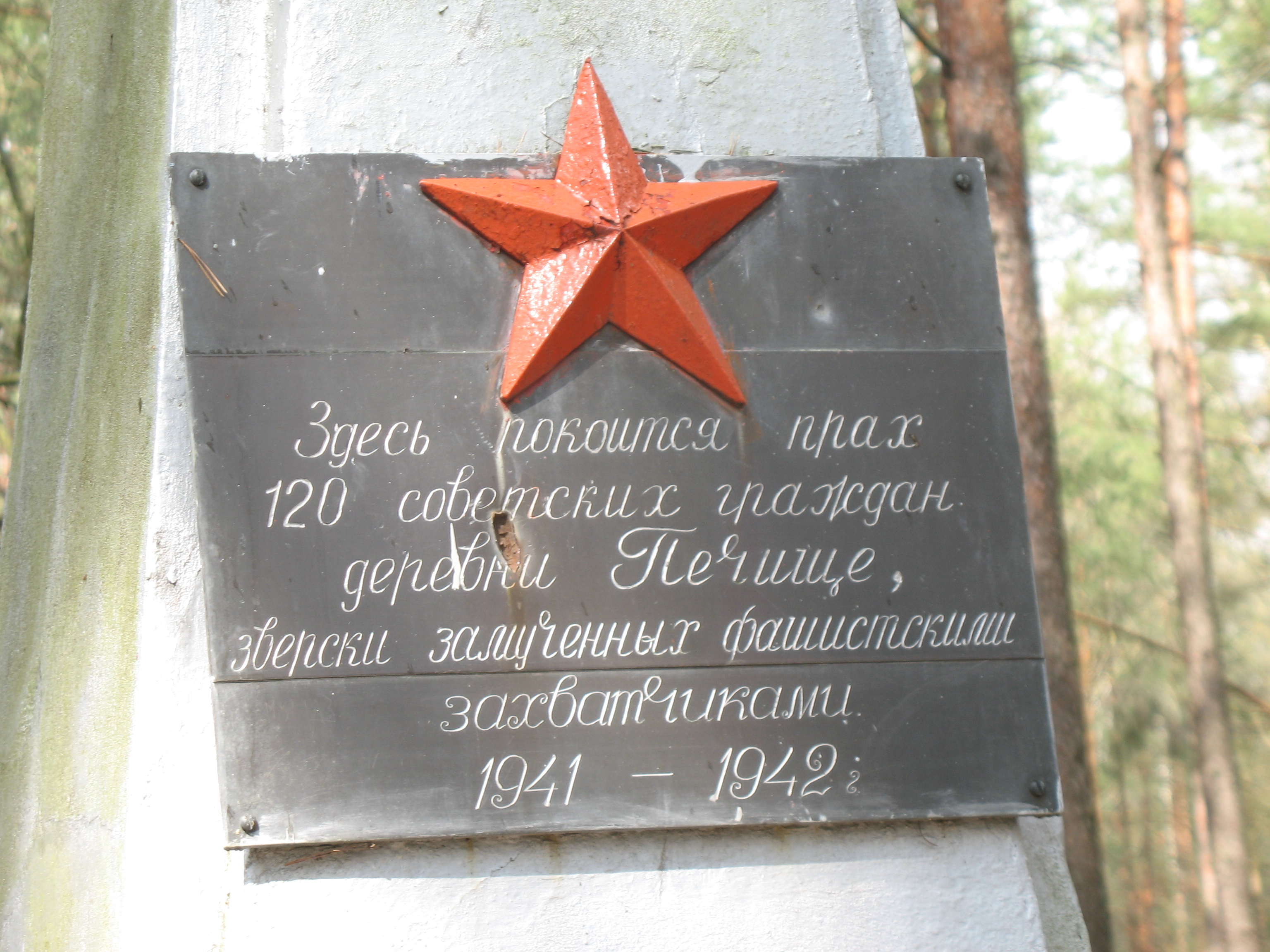
Надпись на памятнике

Деревня Печищи была оккупирована немецкими войсками с августа 1941 года до 27 ноября 1943 года.
Реализуя нацистскую программу уничтожения евреев, немцы создавали гетто почти во всех городах и населённых пунктах Беларуси, где проживало еврейское население. Так и в Печищах оккупанты организовали гетто.

## Уничтожение гетто
9 февраля 1942 года в деревню приехали 8 полицаев из деревни Давыдовка под начальством Анания Бондаренко и потребовали у местного старосты Липского показать дома евреев. Липский отказался выполнять приказы полицейских из другого района, и тогда они поехали в Шатилки и на следующий день привезли оттуда 9 полицаев во главе с Альгердом Трацевским. Липскому приказали пометить дома евреев — всего оказалось 27 дворов. Часть «бобиков» (так в народе презрительно называли коллаборационистов) стояли в оцеплении, не позволяя евреям убегать, а белорусам — выходить из домов.
«Акция» (таким эвфемизмом нацисты называли организованные ими массовые убийства) была проведена 10 февраля 1942 года. Полицаи вывели из домов примерно 120 евреев в и расстреляли их в километре на север от деревни, через дорогу от православного кладбища в 20 метрах от дороги.

## Память
В 1958 году место убийства с братской могилой было огорожено (площадка примерно 8х4 метров) и была установлена стела. 9 мая 2014 года был установлен новый памятник.
Имеются неполные списки жертв геноцида евреев в Печищах.